# Seznam kmetijskih strojev in orodij
Seznam kmetijskih strojev in orodij.

## B
- balirka sena
- brenta
- bind
- brana

## C
- cepec

## G
- gepl
- golida
- grablje

## K
- kankole
- kombajn
- kosa,
- kosilnica
- krnica
- krple

## N
- namakalna naprava

## M
- mlatilnica
- motika
- mulčer
- molzni stroj

## O
- obračalnik sena

## P
- plug

## R
- rasohe
- rešeto
- redos

## S
- sejalnica pšenice
- sejalnica koruze
- sadilec krompirja
- srp
- samokolnica

## T
- traktor
- traksl
- trosilec hlevskega gnoja
- trosilec umetnega gnojila

## V
- vile

## Ž
- žaga
- žrmli